# Huaylas Ancash Quechua (jezik)
Huaylas Ancash Quechua jezik (ISO 639-3: qwh; huaraz quechua), indijanski jezik kojim govori oko 336 000 ljudi (2000) u središnjem dijelu peruanskog departmana Ancash u provincijama Huaraz i Carhuaz. Jedan je od individualnih jezika kečuanskog makrojezika i jedan od službenih jezika Perua.
Dijalekti su mu huaraz, yungay i huailas (huaylas). Manje je od 20 000 monolingualnih, uglavnom ruralna područja. Nije razumljiv susjednim kečuanskim jezicima.

## Vanjske poveznice
- Ethnologue (14th)
- Ethnologue (15th)